# Arnold Air Force Base
Pour les articles homonymes, voir Arnold.
Arnold Air Force Base (code IATA : AYX • code OACI : KAYX) est une base de l'United States Air Force basée à Tullahoma dans le Tennessee.
Elle abrite depuis 1950 le Arnold Engineering Development Complex, un centre de développement de moteurs dans le domaine aérospatial.